# Viên gà Among Us
Viên gà Among Us là một McNugget được lấy từ BTS Meal của McDonald's vào năm 2021. Nó được đấu giá trực tuyến trên eBay vào tháng 5 năm 2021 vì sự trùng khớp của nó với nhân vật thuyền viên trong trò chơi Among Us. Cuộc đấu giá này trở thành một meme Internet, và nó được bán với giá cuối cùng là US$99,997 vào ngày 4 tháng 6. Các kênh truyền thông đã nhận xét về giá của viên gà, dẫn đến một số thuyết âm mưu cho rằng cuộc đấu giá được dùng cho mại dâm trẻ em. Nó được công nhận bởi Sách Kỷ lục Guinness vào năm 2023 là "viên gà đắt tiền nhất được bán trong một đấu giá trực tuyến".

## Đấu giá
Vào ngày 28 tháng 5 năm 2021, một người bán người Mỹ tên là Tav, còn được biết đến là polizna đã bắt đầu đấu giá trực tuyến một McNugget được lấy từ BTS Meal trên eBay. Tav cảm thấy rằng viên gà giống một thuyền viên Among Us, và quyết định bán nó được cảm hứng từ một cuộc đấu giá năm 2017 cho một miếng Cheetos giống khỉ đột Harambe được bán với giá US$99,900. Nó ban đầu có giá khởi điểm là US$0.99, và Tav đoán trước giá cao nhất là khoảng US$50. Nhưng một cuộc chiến đấu thầu xảy ra hai ngày sau khi giá thầu đầu tiên là gần US$15,000. Vào ngày 1 tháng 6, tài khoản Twitter chính thức của Among Us đã kêu gọi sự chú ý cho cuộc đấu giá khi giá cao nhất lúc đó là hơn US$43,000. Sau 184 lần trả giá, vào ngày 4 tháng 6, đấu giá được kết thúc với giá cao nhất là US$99,997 và viên gà được bán cho một người dùng vô danh.